# Pittsburgh Steelers
Pittsburgh Steelers su profesionalna momčad američkog nogometa iz Pittsburgha u Pennsylvaniji. Osnovani su 1933., a dosad su osvojili naslov prvaka lige šest puta (najviše od svih klubova u NFL-u). Steelersi se natječu u sjevernoj diviziji AFC konferencije, a domaće utakmice igraju na stadionu Heinz Field.

## Povijest kluba

### Od osnutka do 1969.
Momčad je osnovano Art Rooney 1933. u Pittsburghu pod imenom Pittsburgh Pirates. Momčad je imala velikih financijskih problema u prvih nekoliko sezona svog postojanja, a na životu ju je većinom držao sam Rooney. Piratesi podbacuju također i na terenu, te prvu pobjedničku sezonu bilježe tek 1942 kada je momčad već promijenila ime u Pittsburgh Steelers. Steelersi se za vrijeme Drugog svjetskog rata dvaput udružuju s drugim momčadima, 1943. s Philadelphia Eaglesima ("Steagles") i 1944. s Chicago Cardinalsima ("Card-Pitt"), a ovu posljednju završavaju sa svih 10 poraza u sezoni. U prvo doigravanje u povijesti ulaze 1947., u svojoj 15. sezoni. Bila je to utakmica za naslov prvaka divizije koju su izgubili od Philadelphia Eaglesa 21:0. Do početka 70-ih, to je bilo njihovo posljednje doigravanje.

### Era Chucka Nolla
Preokret u povijesi Steelersa dolazi 1969. Momčad tada preuzima trener Chuck Noll. Iako se ispočetka to nije činilo kao dobar potez (Steelersi prvu sezonu pod njegovim vodstvom završavaju sa samo jednom pobjedom i 13 poraza), Noll kroz draft počinje graditi momčad s kojom će ostvariti velike rezultate u idućem desetljeću. Između 1969. i 1974. Noll na draftu bira defensive tacklea Joea Greenea, quarterbacka Terryja Bradshawa, cornerbacka Mela Blounta, linebackere Jacka Hama i Jacka Lamberta, fullbacka Franca Harrisa, centra Mikea Webstera te wide receivere Lynna Swanna i Johna Stallwortha. Svaki od njih bit će nekoliko puta izabran u Pro Bowl te će postati član "Kuće slavnih".
Nakon spajanja NFL-a i AFL-a 1970., Steelersi prelaze kao jedna od tri momčadi iz "starog" NFL-a u AFC konferenciju koju osim njih čine samo timovi iz AFL lige. Prvi uspjesi stižu 1972. kada momčad prvi put u povijesti osvaja diviziju i dolazi do konferencijskog finala gdje gube 21:17 od (te sezone neporaženih) budućih prvaka Miami Dolphinsa. Steelersi 1974. predvođeni defanzivnom linijom zvanom "Čelična zavjesa" pobjeđuju 10 puta u regularnom dijelu sezone i ulaze u doigravanje. Tu pobjeđuju Buffalo Billse i u konferencijskom finalu velike rivale Oakland Raiderse (24:13) i ulaze u svoj prvi Super Bowl u povijesti. U tom finalu ih čekaju Minnesota Vikingsi quarterbacka Frana Tarkentona koje Steelersi u tvrdoj utakmici pobjeđuju 16:6 i tako osvajaju svoj prvi naslov prvaka. Iako se činilo da bolje od toga ne može, Steelersi sljedeće sezone ponovno osvajaju diviziju (ovaj put s 12 pobjeda). Put do drugog Super Bowla zaredom i susreta s Dallas Cowboysima vodi preko Baltimore Coltsa i ponovno Oakland Raidersa. Finale donosi obračun izvanredne obrane i igre probijanjem Steelersa i napada Cowboysa, a Steelersi pobjeđuju 21:17 nakon izgubljene lopte u posljednjoj minuti utakmice quarterbacka Dallasa Rogera Staubacha.
Tri godine kasnije, Steelersi su još dominantniji. Ovaj put osvajaju diviziju s 14 pobjeda, a u doigravanju nadmoćno pobjeđuju Denver Broncose (33:10) i Houston Oilerse (34:5). U Super Bowl Steelersi ulaze kao favoriti ponovno protiv Cowboysa, te predvođeni MVP-em lige te sezone i MVP-em tog finala Terryjem Bradshawom još jednom pobjeđuju Cowboyse, ovaj put 35:31.
Četvrti, i do 2005. posljednji naslov prvaka stiže već iduće 1979. godine. Nakon osvajanja divizije po šesti put zaredom i pobjeda u playoffu protiv Miami Dolphinsa i Houston Oilersa, u finalnoj utakmici pobjeđuju Los Angeles Ramse u njihovom prvom Super Bowlu 31:19.
U idućih nekoliko sezona momčad gubi svoje glavne igrače i najveće zvijezde zbog umirovljenja. Do svog idućeg Super Bowla 1995. momčad bilježi slabije rezultate u odnosu na 1970-e, ali ipak 7 puta ulazi u doigravanje (od toga dvaput dolaze do konferencijskog finala, 1984. i 1994.).

### Od 1991. do 2003.
Trener Chuck Noll 1991. odlazi u mirovinu i mijenja ga Bill Cowher, dotadašnji koordinator obrane Kansas City Chiefsa. Steelersi pod njegovim vodstvom šest puta zaredom dolaze do playoffa, a 1995. i do Super Bowla gdje ih čekaju stari rivali Cowboysi, sada predvođeni Troyem Aikmanom i Emmittom Smithom. Cowboysi ovaj put uzvraćaju za poraze iz prošlosti i pobjeđuju 27:17. Pod Cowherom Steelersi nižu vrlo dobre sezone (osim perioda između 1998. i 2000.) te dolaze do konferencijskih finala 1997., 2001. i 2004.

### Era Bena Roethlisbergera
Na draftu 2004. Steelersi biraju quarterbacka Bena Roethlisbergerakoji zajedno s running backom Jeromeom Bettisom, safetyem Troyom Polamaluom i wide receiverom Hinesom Wardom odmah u svojoj prvoj sezoni vodi momčad do 15 pobjeda u 16 utakmica i doigravanja. U doigravanju dolaze do konferencijskog finala, ali već sljedeće sezone dolaze do kraja. U Super Bowlu igranom u Detroitu pobjeđuju Seattle Seahawkse 21:10 i osvajaju peti naslov prvaka u povijesti.
Bill Cowher napušta klub 2007., a mijenja ga Mike Tomlin koji u svojoj drugoj sezoni vodi Steelerse do Super Bowla nakon osvojene divizije i pobjeda u doigravanju protiv San Diego Chargersa i Baltimore Ravensa. U 43. po redu Super Bowlu pobjeđuju Arizona Cardinalse predvođene quarterbackom Kurtom Warnerom rezultatom 27:23. Dvije godine kasnije, Tomlin i Roethlisberger su ponovno u finalu, za Steelerse treći put u šest godina. Ovaj put igraju s Green Bay Packersima Aarona Rodgersa od kojih ipak gube 31:25.

## Učinak po sezonama od 2008.
| Sezona | Liga | Konferencija | Divizija | Regularni dio sezone | Regularni dio sezone | Regularni dio sezone | Regularni dio sezone | Uspjeh u doigravanju              |
| Sezona | Liga | Konferencija | Divizija | Poz.                 | Pob.                 | Por.                 | Ner.                 | Uspjeh u doigravanju              |
| ------ | ---- | ------------ | -------- | -------------------- | -------------------- | -------------------- | -------------------- | --------------------------------- |
| 2008.  | NFL  | AFC          | Sjever   | 1.                   | 12                   | 4                    | 0                    | osvojili Super Bowl XLIII         |
| 2009.  | NFL  | AFC          | Sjever   | 3.                   | 9                    | 7                    | 0                    |                                   |
| 2010.  | NFL  | AFC          | Sjever   | 1.                   | 12                   | 4                    | 0                    | poraženi u Super Bowlu XLV        |
| 2011.  | NFL  | AFC          | Sjever   | 2.                   | 12                   | 4                    | 0                    | poraženi u wild-card rundi        |
| 2012.  | NFL  | AFC          | Sjever   | 3.                   | 8                    | 8                    | 0                    |                                   |
| 2013.  | NFL  | AFC          | Sjever   | 2.                   | 8                    | 8                    | 0                    |                                   |
| 2014.  | NFL  | AFC          | Sjever   | 1.                   | 11                   | 5                    | 0                    | poraženi u wild-card rundi        |
| 2015.  | NFL  | AFC          | Sjever   | 2.                   | 10                   | 6                    | 0                    | poraženi u divizijskoj rundi      |
| 2016.  | NFL  | AFC          | Sjever   | 1.                   | 11                   | 5                    | 0                    | poraženi u konferencijskom finalu |
| 2017.  | NFL  | AFC          | Sjever   | 1.                   | 13                   | 3                    | 0                    | poraženi u divizijskoj rundi      |
| 2018.  | NFL  | AFC          | Sjever   | 2.                   | 9                    | 6                    | 1                    |                                   |

### Članovi Kuće slavnih NFL-a
- John (Blood) McNally (u klubu 1934. i od 1937. do 1938.)
- Robert (Cal) Hubbard (1936.)
- Walt Kiesling (igrač, trener) (1937. – 1942., 1954. – 1956.)
- Bill Dudley (1942., 1945. – 1946.)
- Ernie Stautner (1950. – 1963.)
- Jack Butler (1951. – 1959.)
- Marion Motley (1955.)
- Len Dawson (1957. – 1959.)
- Bobby Layne (1958. – 1962.)
- John Henry Johnson (1960. – 1965.)
- Joe Greene (1969. – 1981.)
- Mel Blount (1970. – 1983.)
- Terry Bradshaw (1970. – 1983.)
- Jack Ham (1971. – 1982.)
- Franco Harris (1972. – 1983.)
- Jack Lambert (1974. – 1984.)
- John Stallworth (1974. – 1987.)
- Lynn Swann (1974. – 1982.)
- Mike Webster (1974. – 1988.)
- Rod Woodson (1987. – 1996.)
- Dermontti Dawson (1988. – 2000.)

- Bert Bell (trener, suvlasnik) (1941. – 1946.)
- Chuck Noll (trener) (1969. – 1991.)

- Art Rooney (vlasnik) (1933. – 1988.)
- Dan Rooney (vlasnik) (1955. - danas)